# Comcast Technology Center
Das Comcast Technology Center ist das höchste Gebäude in Philadelphia. Das Gebäude hat eine Höhe von 341,7 Metern und 59 Etagen. Der Bau begann 2014 und erreichte am 27. November 2017 seine Endhöhe. Der Einzug in die Büros begann im Juli 2018. Nach seiner Eröffnung löste es als höchstes Gebäude Philadelphias das 2008 erbaute Comcast Center ab. Zum Zeitpunkt der Fertigstellung war es das höchste Gebäude der Vereinigten Staaten außerhalb der Städte New York und Chicago. Das Gebäude wird hauptsächlich von dem Unternehmen Comcast genutzt. Vom 48. bis zum 56. Stockwerk befindet sich ein Four Seasons Hotel mit Lobby und einem Restaurant in der höchsten Etage. Das Hotel verfügt über 219 Zimmer, davon 39 Suiten.